# Jüri Arrak
Jüri Arrak (ur. 24 października 1936 w Tallinnie, zm. 16 października 2022 tamże) – estoński artysta malarz, którego dzieła o wybitnym i rozpoznawalnym stylu zdobyły uznanie na całym świecie.

## Życiorys
Arrak urodził się w Tallinnie 24 października 1936 roku i ukończył Estoński Państwowy Instytut Sztuki. Był członkiem Estońskiego Stowarzyszenia Artystów oraz członkiem Europejskiej Akademii Nauk i Sztuk.
Prace Arraka są prezentowane m.in. w Estońskim Muzeum Sztuki w Tallinie, Muzeum Sztuki Nowoczesnej w Nowym Jorku, Muzeum Sztuki w Nowym Orleanie, Galeria Tretiakowska w Moskwie i Muzeum Sztuki Ludwiga w Kolonii.
Jüri Arrak zmarł 16 października 2022 roku, w wieku 85 lat.

## Odznaczenia
Arrak został odznaczony przez prezydenta Estonii w 2000 roku Orderem Białej Gwiazdy II klasy.